# Rhynchanthus bluthianus
Rhynchanthus bluthianus là một loài thực vật có hoa trong họ Gừng. Loài này được Marx Carl Ludwig Ludewig Wittmack miêu tả khoa học đầu tiên năm 1899.

## Từ nguyên
Tính từ định danh bluthianus là để vinh danh Franz Bluth, chủ vườn ươm cây ở Groß-Lichterfelde (Lichterfelde, Steglitz-Zehlendorf, tây nam Berlin); người đã gửi mẫu cây đang ra hoa được trồng tại vườn ươm này cho Wittmack để nhận dạng vào ngày 15 tháng 8 năm 1896.

## Phân bố
Loài này được tìm thấy ở Myanmar và miền bắc Thái Lan.

## Mô tả
Củ hình cầu-hình trứng. Thân giả cao 30 cm, đường kính ~1,5 cm. Lá 4, xếp thành 2 dãy, hình trứng-hình mũi mác, không cuống, với bẹ lá dài hở bao quanh thân, dài 12 cm, rộng 2–4 cm, các lá thấp nhất tiêu giảm thành các bẹ không phiến lá. Cành hoa bông thóc ít hoa (2 hoa), mỗi hoa dài ~5 cm, mọc từ nách lá bắc màu xanh lục ánh đỏ, lá bắc thấp nhất với chóp giống như lá. Đài hoa dài 1,5 cm, màu đỏ thắm, 3 răng, cắt cụt, chẻ một bên; ống tràng dài bằng đài hoa, các thùy dài khoảng một nửa, màu từ đỏ thắm tới tía, không nhị lép bên và cánh môi. Nhị 1 hình ống, với các rìa hợp nhất cùng nhau, lớn, màu trắng, với bao phấn màu vàng trên đỉnh. Bầu nhụy nhẵn nhụi, vòi nhụy nằm giữa các mô vỏ bao phấn, đầu nhụy hình cầu. Nhụy lép (vòi nhụy bên dạng dấu vết) chỉ có 1 thay vì 2.